# Druivenkoers 2004
La Druivenkoers 2004, quarantaquattresima edizione della corsa, si svolse il 24 agosto 2004 su un percorso di 195 km, con partenza e arrivo a Overijse. Fu vinta dal tedesco Stefan Schumacher della Team Lamonta davanti ai belgi Geoffrey Demeyere e Bert Scheirlinckx.

## Ordine d'arrivo (Top 10)
| Pos. | Corridore         | Squadra                          | Tempo    |
| ---- | ----------------- | -------------------------------- | -------- |
| 1    | Stefan Schumacher | Team Lamonta                     | 4h47'00" |
| 2    | Geoffrey Demeyere | Vlaanderen-T-Interim             | s.t.     |
| 3    | Bert Scheirlinckx | Flanders-Afin.com                | a 1'15"  |
| 4    | Steven Caethoven  | Vlaanderen-T-Interim             | a 1'51"  |
| 5    | Wim Vanhuffel     | Vlaanderen-T-Interim             | a 2'05"  |
| 6    | Leif Hoste        | Lotto-Domo                       | s.t.     |
| 7    | Björn Glasner     | Team Lamonta                     | s.t.     |
| 8    | Denys Kostyuk     | Chocolade Jacques-Wincor Nixdorf | s.t.     |
| 9    | Jeremy Hunt       | MrBookmaker-Palmans              | s.t.     |
| 10   | Zbigniew Piatek   | Chocolade Jacques-Wincor Nixdorf | s.t.     |